# توماس برونر
توماس برونر (بالألمانية: Thomas Brunner)‏ (10 أغسطس 1962 ألمانيا - ) هو لاعب كرة قدم ألماني يلعب كمدافع.

## روابط خارجية
- توماس برونر على موقع قاعدة بيانات كرة القدم.إي يو (الإنجليزية)
- توماس برونر على موقع عالم كرة القدم.نت (الإنجليزية)